# Kim Sung-Beom
Kim Sung-Beom (en coreano: 김성범; 30 de mayo de 1979) es un deportista surcoreano que compitió en judo. Ganó una medalla en los Juegos Asiáticos de 2006, y cinco medallas en el Campeonato Asiático de Judo entre los años 2003 y 2008.

## Palmarés internacional
| Juegos Asiáticos    | Juegos Asiáticos     | Juegos Asiáticos  | Juegos Asiáticos |
| Año                 | Lugar                | Medalla           | Categoría        |
| ------------------- | -------------------- | ----------------- | ---------------- |
| 2006                | Doha (Catar)         | Medalla de oro    | Abierta          |
| Campeonato Asiático |                      |                   |                  |
| Año                 | Lugar                | Medalla           | Categoría        |
| 2003                | Jeju (Corea del Sur) | Medalla de bronce | +100 kg          |
| 2004                | Almatý ( Kazajistán) | Medalla de oro    | +100 kg          |
| 2007                | Kuwait (Kuwait)      | Medalla de bronce | +100 kg          |
| 2007                | Kuwait (Kuwait)      | Medalla de bronce | Abierta          |
| 2008                | Jeju (Corea del Sur) | Medalla de bronce | +100 kg          |